# Codice di Clarendon
Dicesi Codice di Clarendon (Clarendon Code) una serie di quattro documenti legislativi del Parlamento inglese dal 1661 al 1665, che prendono nome dal Lord Cancelliere Edward Hyde conte di Clarendon. Esso intendeva proteggere la chiesa nazionale inglese da tendenze eversive che, secondo i proponenti, ne avrebbero pregiudicato la funzione ed il buon ordine, contenendo il dissenso soprattutto dopo la drammatica esperienza della guerra civile.
Il Codice di Clarendon comprende:
- Corporation Act (1661) - Esigeva da tutti gli ufficiali municipali di accostarsi all'eucaristia anglicana e respingere formalmente il Patto e Lega solenne (Solemn League and Covenant) del 1643. L'effetto di quest'atto fu quello di escludere tutti i non conformisti dagli uffici pubblici. Unito con il "Test Act", il "Corporation Act" escludeva tutti i non conformisti dall'avere cariche civili o militari e dal ricevere riconoscimenti universitari dalle università di Oxford e Cambridge. Questa legislazione è stata abolita nel 1828.

- Atto di uniformità del 1662 - Rendeva obbligatorio l'uso del Book of Common Prayer nel culto pubblico. Circa 1700 ecclesiastici rifiutarono di conformarsi a quest'atto e furono forzati a dare le dimissioni e perdere i loro mezzi di sussistenza.

- Atto sulle conventicole (1664) - Questo atto proibiva le conventicole (riunioni non autorizzate di culto) per più di 5 persone che non fossero membri di una stessa economia domestica. Lo scopo era quello di prevenire i gruppi religiosi dissenzienti dal riunirsi.

- Atto delle cinque miglia (1665) - Impediva ai ministri di culto non conformisti dall'allontanarsi oltre le cinque miglia della propria residenza e quindi condurre culti religiosi altrove. A essi fu pure impedito di insegnare nelle scuole. Quest'atto è stato abolito nel 1812.